# Międzynarodowy Komitet Slawistów
Międzynarodowy Komitet Slawistów (MKS) (niem. Das Internationale Slawistenkomitee – ISK), ang. International Committee of Slavists – ICS, ros. Международный комитет славистов – МКС) – międzynarodowa organizacja naukowa komitetów narodowych slawistów z Australii i Nowej Zelandii, Austrii, Białorusi, Belgii, Bułgarii, Wielkiej Brytanii, Węgier, Niemiec, Grecji, Danii, Izraela, Indii, Włoch, Kanady, Macedonii Północnej, Mołdawii, Holandii, Norwegii, Polski, Rosji, Rumunii, Serbii, Słowacji, Słowenii, Ukrainy, USA, Finlandii, Francji, Chorwacji, Czech, Szwajcarii, Szwecji, Estonii i Japonii (lista z roku 2008).
Międzynarodowy Komitet Slawistów powstał w Belgradzie w 1955 roku, aby wznowić międzynarodowe związki slawistów oraz podtrzymać tradycje pierwszego Międzynarodowego Kongresu Slawistów, który odbył się w Pradze w 1929 roku. Międzynarodowy Komitet Slawistów jest częścią systemu instytucji edukacyjnych UNESCO. 
Międzynarodowe Kongresy Slawistów odbyły się w:
- 1958, IV, Moskwa ( ZSRR), 1-12 września – pierwszy powojenny kongres slawistów
- 1963, V, Sofia (Bułgaria), 17-23 września
- 1968, VI, Praga (Czechosłowacja), 7-13 sierpnia
- 1973, VII, Warszawa, 21-27 sierpnia
- 1978, VIII, Zagrzeb (Jugosławia), 3-9 września
- 1983, IX, Kijów (ZSRR), 6-14 września
- 1988, X, Sofia (Bułgaria), 15-21 września
- 1993, XI, Bratysława (Słowacja), 31 sierpnia – 7 września
- 1998, XII, Kraków, 27 sierpnia – 2 września
- 2003, XIII, Lublana (Słowenia), sierpień 15-21
- 2008, XIV, Ochryda (Macedonia), wrzesień 10-16
- 2013, XV, Mińsk (Białoruś), 20-28 sierpnia
- 2018, XVI, Belgrad (Serbia), 20-27 sierpnia 2018

MKS prowadzi również coroczne spotkania. 
Na kongresie w Belgradzie w październiku 1955 r. podjęto decyzję o powołaniu tematycznych komisji Międzynarodowego Komitetu Slawistów:
- gólnosłowiańskiego atlasu językowego,
- słownika prasłowiańskiego,
- historii slawistyki,
- onomastyki,
- poetyki i stylistyki,
- terminologii,
- bibliografii

a potem:
- fonetyki i fonologii,
- leksykologii i leksykografii,
- słowotwórstwa słowiańskiego,
- średniowiecznych kultur słowiańskich,
- bałtosłowiańskich relacji i folkloru,
- językowej i literackiej tekstologii,
- socjolingwistyki.